# フリマアプリ
フリマアプリ（flea market application）は、オンライン上にてフリーマーケットのように、主に個人間（C to C）による物品の売買を行える主にスマートフォン用のアプリ（モバイルアプリケーション）である。
インターネットオークションは出品者設定による初期価格より、入札者が希望価格を入札して競り上がる形式なのに対し、フリマアプリでは、前記とは異なり出品者が設定した販売価格にて購入者が購入できる仕組みとなっている。また、代金の授受はフリマアプリの提供事業者を介して行われる（エスクローサービス）。具体的には、購入代金は先払いであるが、一旦事業者が預かり、商品が購入者に届いたことが確認された後に、事業者から出品者に支払われる。

## 日本

### 歴史
フリマアプリは2013年に若い年齢層の女性にヒットし、2014年現在も利用者に占める女性の割合が男性の割合よりも高いサービスが多い。

### 主なフリマアプリ
- メルカリ
- ラクマ
- ショッピーズ
- Yahoo!フリマ
- minne（ハンドメイド専門）
- KANTE（ブランド品専門）

## アメリカ

### 歴史
アメリカのオンライン中古品売買サービスはCraigslist（クレイグスリスト）や eBay（イーベイ）の寡占状態にあったが、2010年代後半に入ってもモバイル対応が完全ではないと指摘されていた。このようなオンライン中古品売買サービス市場にフリマアプリを展開するLetgoなどが新たに参入する状況となっている。

### 主なフリマアプリ
- メルカリ
- Letgo
- Poshmark
- Depop
- OfferUp